# Copenhagen Gospel Choir
Bemærk: Denne artikel beskriver det danske gospelkor der eksisterede indtil december 2008. Artiklen har ingen relation til det tidligere Valby Gospel Choir, der i 2013 ændrede navn til Copenhagen Gospel Choir.
Copenhagen Gospel Choir (forkortet CGC, tidl. Copenhagen Community Gospel Choir) var et dansk gospelkor, der består af ca. 60 sangere i forskellige kompetenceniveauer.

## Historie
Koret, der var tilknyttet Pinsekirken og havde en historie der gik tilbage til fra før 1988, eksisterende indtil december 2008. Oprindeligt havde de to Pinsemenigheder, Elim og Tabor, hver sit kor, "En vej" og "Praise", men efter at "En vej" blev opløst, videreførte nogle af korets medlemmer, i 1992, koret under navnet "Breeze of Gospel", med Kathrina Brunnstrøm som dirigent og korleder.
Pinsemenighederne Elim og Tabor blev, i 1993, slået sammen. De to kor fortsatte dog stadig hver for sig indtil 8. januar 1994 hvor også de blev slået sammen, nu under navnet Copenhagen Community Gospel Choir.
Koret bestod på daværende tidspunkt udelukkende af medlemmer fra Pinsekirken, men i august 1997 holdt koret optagelsesprøver, hvor der blev åbnet for, at personer uden kirkelig baggrund kom med i koret, som herefter talte 80 medlemmer.
I begyndelsen af 1998 fik koret sit eget band, som bestod af en pianist, en guitarist, en bassist og en trommeslager. Koret fik i december 1999 også egen lydmand og en ekstra dirigent, Christian Axelsen.
Koret indspillede, den 7. november 1999, sin første live-cd og video, ”We are Blessed”.
Den 22. april 2001 skiftede koret navn til Copenhagen Gospel Choir. Koret fik i den periode endnu en dirigent, instruktør, solist og solist-coach, Julie Lindell, og en medinstruktør, Louise Bjurling.
26. august 2002 holdt CGC koncert på Plænen i Tivoli. Medlemmer af CGC var, den 21. september 2003, med på optagelse til Hella Joofs film Oh Happy Day, i Sct. Bends Kirke i Ringsted.
Koret leder har valgt at fratræde sin position pr. 31. december 2008 – og da en ny leder ikke er fundet, har koret valgt at dreje nøglen om. Den allersidste koncert blev afholdt 15. december 2008 i Apostelkirken, København.
I 2013 ændrede det tidligere Valby Gospel Choir sit navn til Copenhagen Gospel Choir. De to kor har dog ikke nogen relation til hinanden.

## Dirigenter i korets historie
- Oplysning om tidligere dirigenter og årrække mangler
- 1992 – 2005: Kathrina Brunnstrøm
- 2005 – 2007: Claes Wegener
- 2007 – 2008: Sofie Hermind
- December 2008: Koret ophørte

### Gæstedirigenter
- Nellie Ettison